# Flughafen Ch’ŏngjin

i7
i11
i13
Der Flughafen Ch’ŏngjin (koreanisch 어랑공항, IATA-Code: RGO, ICAO-Code: ZKHM) ist ein Flughafen in Nordkorea. Er befindet sich 40 km außerhalb der Stadt Ch’ŏngjin im Landkreis Ŏrang-gun der Provinz Hamgyŏng-pukto. Neben der zivilen Luftfahrt ist hier auch eine Einheit der Luftstreitkräfte der Koreanischen Volksarmee stationiert.

## Geschichte
Der Flugplatz wurde 1935 von der japanischen Kolonialregierung errichtet. Während des Koreakrieges wurde er u. a. von der USAF als Stützpunkt K-33 (bzw. später K-34) genutzt.
In nächster Zeit soll er nach Sunan (Pjöngjang) zum zweiten Flughafen für den internationalen Verkehr werden.

## Infrastruktur
Die Start- und Landebahn ist 2500 m lang; in näherer Zukunft soll sie auf 4000 m ausgebaut werden.

## Fluggesellschaften und Ziele
Derzeit wird der Flughafen nur von Air Koryo genutzt. Von hier aus ist es möglich, nach Haeju, Pjöngjang und Wŏnsan zu fliegen.